# Kojbwe
Kojbwe (auch: Gejiboi-tō, Kejbwe, Kejiboi Island, Kejibo Island, Kijbwe) ist ein Motu des Arno-Atolls der pazifischen Inselrepublik Marshallinseln.

## Geographie
Kojbwe liegt im Norden des Arno-Atolls im Südosten der Main East Passage zur Arno Main Lagoon, gegenüber von Jarkwil. Nach Südosten schließen sich die Motu Jilane, Enedrik und Taklep an.